# The Double Helix
The Double Helix: A Personal Account of the Discovery of the Structure of DNA (în română Dubla elice: o expunere personală a descoperirii structurii ADN) este o relatare autobiografică a descoperirii structurii de dublă elice a acidului dezoxiribonucleic, scrisă de James D. Watson și publicată în 1968. Cartea ocupă locul 7 pe lista de „100 cele mai bune cărți nonfiction” din secolul al XX-lea, alcătuită în 1998 de editura Modern Library. Biblioteca Congresului SUA a nominalizat-o în 2012 drept una dintre 88 de „cărți care au modelat America”.
Cartea a apărut la 15 ani după publicarea primului articol care anunța descoperirea structurii ADN și la șase ani după ce Francis Crick, James D. Watson și Maurice Wilkins au primit Premiul Nobel pentru Fiziologie sau Medicină în urma acestei descoperiri. În prefață, autorul arată că a încercat să prezinte impresiile sale despre personalitățile și evenimentele relevante în perioada când acestea s-au petrecut, nu în momentul când a scris cartea: „Deși ultima abordare ar putea fi mai obiectivă, ea nu ar transmite spiritul unei aventuri caracterizate atât prin aroganță juvenilă cât și prin convingerea că adevărul, odată aflat, va fi simplu și totodată estetic.” Relatarea la persoana întâia despre o importantă descoperire științifică, neobișnuită la vremea aceea, a fost apreciată pentru modul personal de prezentare dar a generat și reacții ostile. O critică majoră se referea la modul nedrept în care fusese prezentată Rosalind Franklin, una dintre figurile principale ale aventurii, decedată între timp.
În anul 1980 a fost publicată, în seria Norton Critical Editions, o ediție critică îngrijită de Gunther Stent. În această ediție, narațiunea exuberantă și ireverențioasă a lui Watson este plasată în perspectivă istorică de introducerea lui Gunther Stent și de privirile retrospective a două figuri centrale ale aventurii, Francis Crick și Linus Pauling, precum și de Aaron Klug, ultimul student al lui Rosalind Franklin.
Editura Simon & Schuster a publicat în anul 2012, în coincidență cu a 50-a aniversare a decernării Premiului Nobel lui Crick, Watson și Wilkins, o ediție adnotată si ilustrată a cărții. Aceasta conține peste 300 de adnotări referitoare la evenimente și persoane, ilustrate cu scrisori în facsimil și fotografii contemporane. Ediția s-a bucurat de recenzii favorabile.